# Rafael Ferreira de Souza
Rafael Ferreira de Souza, detto Mineiro (Uberaba, 3 giugno 1988), è un cestista brasiliano.

## Carriera
Con il Brasile ha disputato due edizioni dei Campionati americani (2015, 2017).

## Palmarès
- Novo Basquete Brasil: 3

Flamengo: 2015-16, 2018-19, 2020-21
- FIBA Americas League: 1

Pinheiros: 2013
- Basketball Champions League Americas: 1

Flamengo: 2020-21
- Coppa Intercontinentale: 1

Flamengo: 2022